# Hans-Peter Friedrich

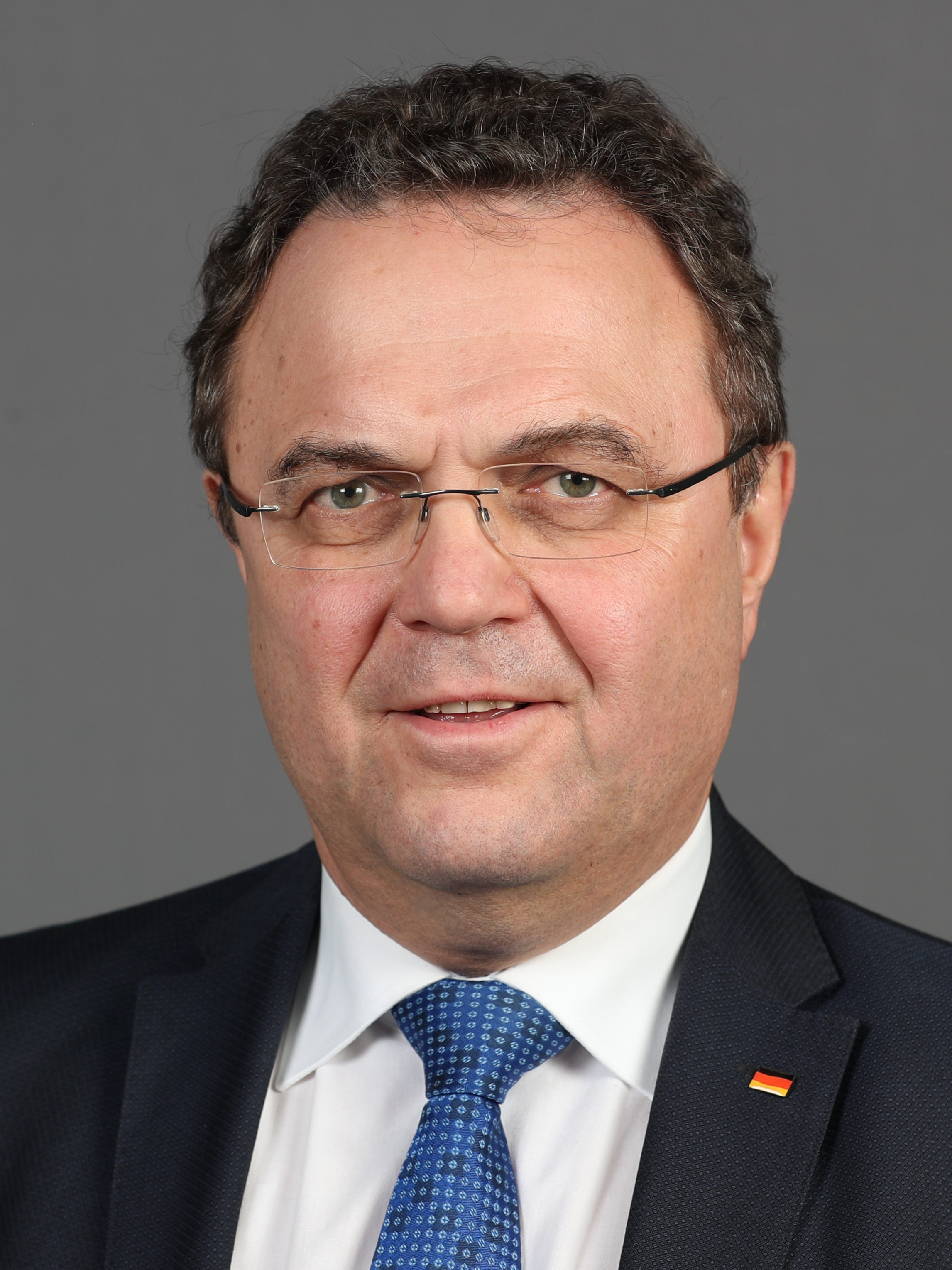
Hans-Peter Friedrich (2020)

Hans-Peter Friedrich (Naila, Baviera, 10 de marzo de 1957) es un político alemán perteneciente la CSU.
Desde el 17 de diciembre de 2013 hasta el 17 de febrero de 2014 se desempeñó como Ministro Federal de Alimentación y Agricultura en el Tercer Gabinete Merkel. Anteriormente había ocupado las carteras de Agricultura e Interior en el Segundo Gabinete Merkel.
El 24 de septiembre de 2017 asumió como Vicepresidente del Bundestag.